# Strathearn

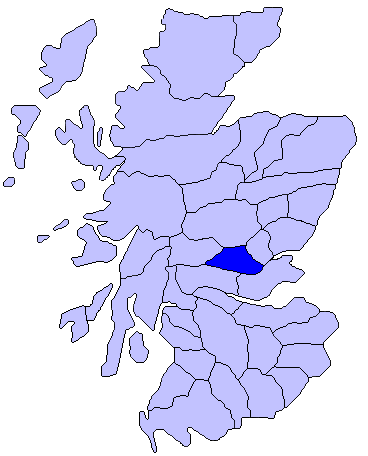
Mappa della Scozia che mostra la provincia di Strathearn

Strathearn o Strath Earn ( /stræθˈɜːrn/, in gaelico scozzese Srath Èireann) è un'ampia valle che segue il corso del fiume Earn, in Scozia, che si estende dal Loch Earn a ovest fino al fiume Tay a est. Strathearn era una delle province originarie del Regno di Alba e fu guidata prima da un mormaer e poi da un conte. La provincia era delimitata a nord da Atholl, a nord-ovest da Breadalbane, a sud-ovest da Menteith, a sud-est da Fife e ad est da Perth.

## Storia
Nel 904, durante il regno di Costantino II di Scozia, i figli di Bárid mac Ímair inviarono un esercito danese ad attaccare Strathearn ma furono sconfitti. Il Regno di Scozia non fu attaccato dai Vichinghi per i successivi 50 anni.
Il primo mormaer di Strathearn attestato è Mael Ísu I, che combatté al fianco di David I nella battaglia dello stendardo nel 1138. A differenza di alcune province in cui il detentore della carica di mormaer ruotava tra gruppi di parentela, la carica di Strathearn era dominata da un'unica famiglia, con un Mael Ísu in ogni generazione, fino alla morte di Mael Ísu V a metà del XIV secolo.
In epoca medioevale, Strathearn faceva parte della regione amministrata dallo sceriffo con sede a Perth. Quando nel XIX secolo le riforme del governo locale sostituirono le antiche province con nuove contee (shires),  Strathearn divenne quindi la parte centro-meridionale del Perthshire. In seguito alle riforme della fine del XX secolo, ora fa parte di Perth e Kinross.
I ducati reali di Cumberland e Strathearn, di Kent e Strathearn e di Connaught e Strathearn sono stati assegnati a membri della famiglia reale britannica. Il principe William è stato creato conte di Strathearn, come titolo sussidiario del duca di Cambridge, il 29 aprile 2011, giorno del suo matrimonio con Catherine Middleton.

## Altri usi
"Strathearn" / "Strathern" è anche un cognome negli Stati Uniti e nell'Irlanda del Nord, prevalentemente nell'area di Bellaghy nella contea di Londonderry.